# Dorogoi dlinnoju
Dorogoi dlinnoju (auch Dorogoy dlinnoyu, russisch Дорогой длинною, Russisch für „Den langen Weg entlang“) ist eine russische Romanze aus den 1920ern, die auf einem russischen Volkslied basiert.
Im Lied geht es, als Metapher für das Leben, um die Reise einer Troika. In drei Strophen und einem Refrain wird erzählt, wie das Gespann mit drei Pferden und Glocken „den langen Weg entlang“ läuft. Der Komponist ist Boris Fomin (1900–1948), der Texter Konstantin Podrewski (1889–1930). Als erstes wurde es von dem russischen Sänger Alexander Wertinski gesungen. 

## Geschichte
Wegen seiner engen Verwobenheit mit der russischen Emigration gehörte das Stück zwar nie zum Grundrepertoire der sowjetischen Estrada-Unterhaltungsmusik. Trotzdem wurde es im Lauf der Jahrzehnte, auch durch die 1950er-Jahre-Verfilmung des Romans Die Brüder Karamasow, in dem es als Filmmusik verwendet wird, sehr bekannt und zählt heute zu den populärsten russischen Liedern. So gehören unter anderem Pjotr Leschtschenko, Klawdija Schulschenko, Ljudmila Sykina, Rashid Behbudov, Eduard Chil, Edita Pjecha und  Đorđe Marjanović zu den russischsprachigen Künstlern, die dieses Lied sangen. 
Im Westen wurde das Lied durch den britischen Comedy-Film Innocents in Paris bekannt, der im Juli 1953 in die Kinos kam. Englische Reisende amüsieren sich in Paris, wo das russische Volkslied in einem Varieté gesungen wird.
1962 entdeckte Gene Raskin das Lied und schrieb einen englischen Text mit dem Titel Those Were the Days. Er nahm das Lied als Folk-Song mit seiner Ehefrau Francesca auf, der 1968 von Paul McCartney mit der jungen Sängerin Mary Hopkin produziert und beim Beatles-Plattenlabel Apple Records zum Millionenseller wurde. Im Anschluss wurde das Lied in vielen Sprachen veröffentlicht.
In dem Film Urga von Nikita Michalkow aus dem Jahre 1991 hat der Hauptdarsteller, ein russischer Kraftfahrer, das Lied auf den Rücken tätowiert. In der Landschaft mit hochgeschlagenem Hemd sitzend, wird das Lied von einem kleinen mongolischen Mädchen auf dem Akkordeon gespielt. Helmut Lotti sang das Lied 2004 auf seinem Album From Russia with Love mit russischem Originaltext.